# Золотое (Макушинский район)
Золотое — село в Макушинском районе Курганской области. До июля 2020 года административный центр Золотинского сельсовета.

## История
До 1917 года в составе Кривинской волости Курганского уезда Тобольской губернии. По данным на 1926 год деревня Прудо-Золотая состояла из 159 хозяйств. В административном отношении являлась центром Золотинского сельсовета Макушинского района Курганского округа Уральской области.

## Население
| 1989 | 2002 | 2010 |
| ---- | ---- | ---- |
| 496  | ↘436 | ↘390 |

По данным переписи 1926 года в деревне проживало 842 человека (406 мужчины и 436 женщин), в том числе: русские составляли 100 % населения.